# باسنة

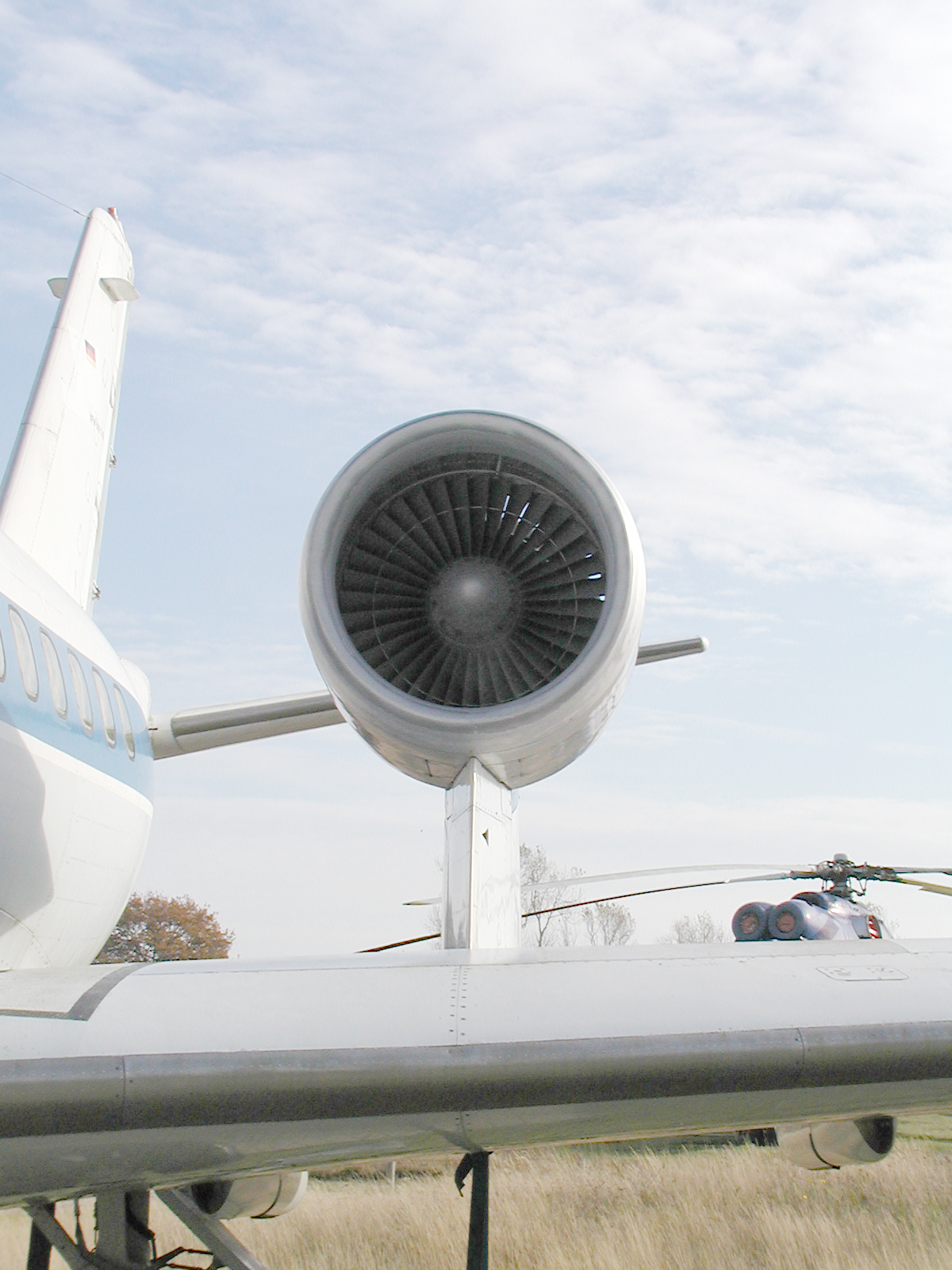
الباسنة باللون الأبيض تحيط بالمحرك.

الباسنة (بالإنجليزية: The nacelle)‏ هي غطاء محرك الطائرة لحمايته من الضربات أو دخول أجسام غريبة قد تسبب عطبا للمحرك. وبوسع المصمم ربط الباسنة ببدن الطائرة أو جناحها. والمواد التي تصنع منها تشكل نقطة حرجة في تأمين الطائرة حيث وجد أن أغلب الكوارث الجوية تبدأ بتمزق الباسنة.

## إحالات
1. ↑  معجم المصطلحات العلمية والفنية والهندسية الجديد 2005

## اقرأ أيضًا
- محرك نفاث
- محرك نفاث طوربو
- محرك عنفي مروحي